# NBA-Draft 1986
Der NBA Draft fand am 17. Juni 1986 in New York City, New York statt.

## Runde 1
|  | = All-Star     |
|  | = Hall of Fame |

| Pick | Spieler           | Nationalität           | NBA-Team                                                 | vorheriges Team/College         |
| ---- | ----------------- | ---------------------- | -------------------------------------------------------- | ------------------------------- |
| 1    | Brad Daugherty    | Vereinigte Staaten     | Cleveland Cavaliers (von L.A. Clippers via Philadelphia) | North Carolina                  |
| 2    | Len Bias          | Vereinigte Staaten     | Boston Celtics (von Seattle)                             | Maryland                        |
| 3    | Chris Washburn    | Vereinigte Staaten     | Golden State Warriors                                    | NC State                        |
| 4    | Chuck Person      | Vereinigte Staaten     | Indiana Pacers                                           | Auburn                          |
| 5    | Kenny Walker      | Vereinigte Staaten     | New York Knicks                                          | Kentucky                        |
| 6    | William Bedford   | Vereinigte Staaten     | Phoenix Suns                                             | Memphis State                   |
| 7    | Roy Tarpley       | Vereinigte Staaten     | Dallas Mavericks (von Cleveland)                         | Michigan                        |
| 8    | Ron Harper        | Vereinigte Staaten     | Cleveland Cavaliers *                                    | Miami (OH)                      |
| 9    | Brad Sellers      | Vereinigte Staaten     | Chicago Bulls                                            | Ohio State                      |
| 10   | Johnny Dawkins    | Vereinigte Staaten     | San Antonio Spurs                                        | Duke                            |
| 11   | John Salley       | Vereinigte Staaten     | Detroit Pistons (von Sacramento)                         | Georgia Tech                    |
| 12   | John Williams     | Vereinigte Staaten     | Washington Bullets                                       | LSU                             |
| 13   | Dwayne Washington | Vereinigte Staaten     | New Jersey Nets                                          | Syracuse                        |
| 14   | Walter Berry      | Vereinigte Staaten     | Portland Trail Blazers                                   | St. John’s                      |
| 15   | Dell Curry        | Vereinigte Staaten     | Utah Jazz                                                | Virginia Tech                   |
| 16   | Maurice Martin    | Vereinigte Staaten     | Denver Nuggets (von Dallas)                              | Saint Joseph’s                  |
| 17   | Harold Pressley   | Vereinigte Staaten     | Sacramento Kings (von Detroit)                           | Villanova                       |
| 18   | Mark Alarie       | Vereinigte Staaten     | Denver Nuggets                                           | Duke                            |
| 19   | Billy Thompson    | Vereinigte Staaten     | Atlanta Hawks                                            | Louisville                      |
| 20   | Buck Johnson      | Vereinigte Staaten     | Houston Rockets                                          | Alabama                         |
| 21   | Anthony Jones     | Vereinigte Staaten     | Washington Bullets (von Philadelphia)                    | UNLV                            |
| 22   | Scott Skiles      | Vereinigte Staaten     | Milwaukee Bucks                                          | Michigan State                  |
| 23   | Ken Barlow        | Vereinigte Staaten     | Los Angeles Lakers                                       | Notre Dame                      |
| 24   | Arvydas Sabonis   | Sowjetunion ( Litauen) | Portland Trail Blazers (von Boston via L.A. Clippers)    | Zalgiris (UdSSR, jetzt Litauen) |

* Abfindung für die von Ted Stepien weggetradeten Draft-Rechte

## Runde 2
| Pick | Spieler             | Nationalität       | NBA-Team                                                        | vorheriges Team/College     |
| ---- | ------------------- | ------------------ | --------------------------------------------------------------- | --------------------------- |
| 25   | Mark Price          | Vereinigte Staaten | Dallas Mavericks, am Draft Tag getradet von Cleveland Cavaliers | Georgia Tech                |
| 26   | Greg Dreiling       | Vereinigte Staaten | Indiana Pacers                                                  | Kansas                      |
| 27   | Dennis Rodman       | Vereinigte Staaten | Detroit Pistons                                                 | Southeastern Oklahoma State |
| 28   | Larry Krystkowiak   | Vereinigte Staaten | Chicago Bulls                                                   | Montana                     |
| 29   | Johnny Newman       | Vereinigte Staaten | Cleveland Cavaliers                                             | Richmond                    |
| 30   | Nate McMillan       | Vereinigte Staaten | Seattle SuperSonics                                             | NC State                    |
| 31   | Joe Ward            | Vereinigte Staaten | Washington Bullets                                              | Georgia                     |
| 32   | Cedric Henderson    | Vereinigte Staaten | Atlanta Hawks                                                   | Georgia                     |
| 33   | Kevin Duckworth     | Vereinigte Staaten | San Antonio Spurs                                               | Eastern Illinois            |
| 34   | Johnny Rogers       | Vereinigte Staaten | Sacramento Kings                                                | UC Irvine                   |
| 35   | Milt Wagner         | Vereinigte Staaten | Dallas Mavericks                                                | Louisville                  |
| 36   | Steve Mitchell      | Vereinigte Staaten | Washington Bullets                                              | UAB                         |
| 37   | Panagiotis Fasoulas | Griechenland       | Portland Trail Blazers                                          | NC State                    |
| 38   | LeMone Lampley      | Vereinigte Staaten | Seattle SuperSonics                                             | DePaul                      |
| 39   | Rafael Addison      | Vereinigte Staaten | Phoenix Suns                                                    | Syracuse                    |
| 40   | Augusto Binelli     | Italien            | Atlanta Hawks                                                   | Virtus Bologna (Italien)    |
| 41   | Otis Smith          | Vereinigte Staaten | Denver Nuggets                                                  | Jacksonville                |
| 42   | Ron Kellogg         | Vereinigte Staaten | Atlanta Hawks                                                   | Kansas                      |
| 43   | Dave Feitl          | Vereinigte Staaten | Houston Rockets                                                 | UTEP                        |
| 44   | David Wingate       | Vereinigte Staaten | Philadelphia 76ers                                              | Georgetown                  |
| 45   | Keith Smith         | Vereinigte Staaten | Milwaukee Bucks                                                 | Loyola Marymount            |
| 46   | Jeff Hornacek       | Vereinigte Staaten | Phoenix Suns                                                    | Iowa State                  |
| 47   | Michael Jackson     | Vereinigte Staaten | New York Knicks                                                 | Georgetown                  |

## Runde 3
| Pick | Spieler            | Nationalität            | NBA-Team               | vorheriges Team/College     |
| ---- | ------------------ | ----------------------- | ---------------------- | --------------------------- |
| 48   | Forrest McKenzie   | Vereinigte Staaten      | San Antonio Spurs      | Loyola Marymount            |
| 49   | Juden Smith        | Vereinigte Staaten      | Portland Trail Blazers | UTEP                        |
| 50   | Kevin Henderson    | Vereinigte Staaten      | Cleveland Cavaliers    | Cal State Fullerton         |
| 51   | Mike Williams      | Vereinigte Staaten      | Golden State Warriors  | Bradley                     |
| 52   | Ricky Wilson       | Vereinigte Staaten      | Chicago Bulls          | George Mason                |
| 53   | Tod Murphy         | Vereinigte Staaten      | Seattle SuperSonics    | UC Irvine                   |
| 54   | Dwayne Polee       | Vereinigte Staaten      | LA Clippers            | Pepperdine                  |
| 55   | Kenny Gattison     | Vereinigte Staaten      | Phoenix Suns           | Old Dominion                |
| 56   | Keith Colbert      | Vereinigte Staaten      | Philadelphia 76ers     | Virginia Tech               |
| 57   | Bruce Douglas      | Vereinigte Staaten      | Sacramento Kings       | Illinois                    |
| 58   | David Henderson    | Vereinigte Staaten      | Washington Bullets     | Duke                        |
| 59   | Wendell Alexis     | Vereinigte Staaten      | Golden State Warriors  | Syracuse                    |
| 60   | Dražen Petrović    | Jugoslawien ( Kroatien) | Portland Trail Blazers | Cibona Zagreb (Jugoslawien) |
| 61   | John Shasky        | Vereinigte Staaten      | Utah Jazz              | Minnesota                   |
| 62   | Anthony Welch      | Vereinigte Staaten      | Dallas Mavericks       | Illinois                    |
| 63   | Bill Breeding      | Vereinigte Staaten      | Utah Jazz              | Rocky Mountain              |
| 64   | Don Redden         | Vereinigte Staaten      | Denver Nuggets         | LSU                         |
| 65   | Dave Hoppen        | Vereinigte Staaten      | Atlanta Hawks          | Nebraska                    |
| 66   | Anthony Bowie      | Vereinigte Staaten      | Houston Rockets        | Oklahoma                    |
| 67   | Ron Rowan          | Vereinigte Staaten      | Philadelphia 76ers     | St. John’s                  |
| 68   | Baskerville Holmes | Vereinigte Staaten      | Milwaukee Bucks        | Memphis State               |
| 69   | Andre Turner       | Vereinigte Staaten      | Los Angeles Lakers     | Memphis State               |
| 70   | Jim Les            | Vereinigte Staaten      | Atlanta Hawks          | Bradley                     |

## Runde 4
| Pick | Spieler          | Nationalität       | NBA-Team              | vorheriges Team/College |
| ---- | ---------------- | ------------------ | --------------------- | ----------------------- |
| 71   | Calvin Thompson  | Vereinigte Staaten | New York Knicks       | Kansas                  |
| 72   | Derrick Taylor   | Vereinigte Staaten | Indiana Pacers        | LSU                     |
| 73   | Warren Martin    | Vereinigte Staaten | Cleveland Cavaliers   | North Carolina          |
| 74   | Scott Meents     | Vereinigte Staaten | Chicago Bulls         | Illinois                |
| 75   | Dan Bingenheimer | Vereinigte Staaten | Golden State Warriors | Missouri                |
| 76   | Michael Graham   | Vereinigte Staaten | Seattle SuperSonics   | Georgetown              |
| 77   | Grant Gondrezick | Vereinigte Staaten | Phoenix Suns          | Pepperdine              |
| 78   | John Brownlee    | Vereinigte Staaten | Los Angeles Clippers  | Texas                   |
| 79   | Carlos Briggs    | Vereinigte Staaten | San Antonio Spurs     | Baylor                  |
| 80   | Alvin Franklin   | Vereinigte Staaten | Sacramento Kings      | Houston                 |
| 81   | Steve Hale       | Vereinigte Staaten | New Jersey Nets       | North Carolina          |

- 82. Barry Mungar St. Bonaventure Washington
- 83. David Shaffer Florida State Portland
- 84. Marty Embry DePaul Utah
- 85. Myron Jackson Arkansas-Little Rock Dallas
- 86. Chauncey Robinson Mississippi State Detroit
- 87. Anthony Watson San Diego State Denver
- 88. Efrem Winters Illinois Atlanta
- 89. Conner Henry UC Santa Barbara Houston
- 90. Wes Stallings East Tennessee State Philadelphia
- 91. Bob Beecher Virginia Tech Sacramento
- 92. Dale Blaney West Virginia LA Lakers
- 93. Tony Benford Texas Tech Boston

## Runde 5
- 94. Jerome Mincy UAB New York
- 95. Richard Rellford Michigan Indiana
- 96. Ben Davis Gardner-Webb Cleveland
- 97. Clinton Smith Cleveland State Golden State
- 98. Jimmy Gilbert Texas A&M Chicago
- 99. Dominic Pressley Boston College Seattle
- 100. Steffond Johnson San Diego State LA Clippers
- 101. Greg Spurling Carson-Newman Phoenix
- 102. Earl Kelley Connecticut San Antonio
- 103. Keith Morrison Washington State Sacramento
- 104. Paul Fortier Washington Washington
- 105. Archie Johnson UAB New Jersey
- 106. Jerry Adams Oregon Portland
- 107. Kerry Boagni Cal State Fullerton Utah
- 108. Jay Bilas Duke Dallas
- 109. Clarence Hanley Old Dominion Detroit
- 110. Jon Collins Eastern Illinois Denver
- 111. Nicky Jones Virginia Commonwealth Atlanta
- 112. Andre Banks Iowa Houston
- 113. Kevin Holmes DePaul Philadelphia
- 114. Bobby Deaton Southwestern (TX) Milwaukee
- 115. Roger Harden Kentucky LA Lakers
- 116. Dave Colbert Dayton Boston

## Runde 6
- 117. Butch Wade Michigan New York
- 118. Jeff Hall Louisville Indiana
- 119. Gilbert Wilburn New Mexico State Cleveland
- 120. Pete Myers Arkansas-Little Rock Chicago
- 121. Bobby Lee Hurt Alabama Golden State
- 122. Curtis Kitchen South Florida Seattle
- 123. Jim McCaffrey Holy Cross Phoenix
- 124. Tim Kempton Notre Dame LA Clippers
- 125. Kevin Lewis SMU San Antonio
- 126. John Flowers UNLV Sacramento
- 127. Troy Webster George Washington New Jersey
- 128. Lorenzo Duncan Sam Houston State Washington
- 129. Tony Hampton Montana State Portland
- 130. Chuck Everson Villanova Utah
- 131. Greg Anderson Lamar Dallas
- 132. Greg Grant Utah State Detroit
- 133. Anthony Frederick Pepperdine Denver
- 134. Alexander Wolkow Stroitel Kiew Atlanta Hawks
- 135. Robert Worthy Dyke (OH) Houston
- 136. Andre McCloud Seton Hall Philadelphia
- 137. John Kimbrell David Lipscomb Milwaukee
- 138. Walter Downing Marquette LA Lakers
- 139. Greg Wendt Detroit-Mercy Boston

## Runde 7
- 140. Duane Kendall South Carolina New York
- 141. Steve Woodside Oregon State Indiana
- 142. Ralph Dalton Georgetown Cleveland
- 143. Steve Kenilvort Santa Clara Golden State
- 144. Robert Henderson Michigan Chicago
- 145. Glen McCants Clemson Seattle
- 146. Johnny Brown New Mexico LA Clippers
- 147. Damon Goodwin Dayton Phoenix
- 148. Michael Anderson Pan American San Antonio
- 149. Ron Rankin SE Missouri State Sacramento
- 150. Joe Price Notre Dame Washington
- 151. Jim Dolan Notre Dame New Jersey
- 152. Randy Schiff Linfield Portland
- 153. Mark Mitchell Hartford Utah
- 154. Kim Cooksey Middle Tennessee State Dallas
- 155. Larry Polec Michigan State Detroit
- 156. Mike Marshall McNeese State Denver
- 157. Waleri Tichonenko ZSKA Moskau Atlanta Hawks
- 158. Rick Olson Wisconsin Houston
- 159. Dan Palombizio Ball State Philadelphia
- 160. Jeff Strong Missouri Milwaukee
- 161. Mark Coleman Mississippi Valley St LA Lakers
- 162. Tom Ivey Boston U Boston